# Hälltjärnen (Järbo socken, Gästrikland)
Hälltjärnen är en sjö i Sandvikens kommun i Gästrikland och ingår i Gavleåns huvudavrinningsområde. Sjön är 3,5 meter djup, har en yta på 0,211 kvadratkilometer och är belägen 120 meter över havet.

## Delavrinningsområde
Hälltjärnen ingår i det delavrinningsområde (673709-154581) som SMHI kallar för Utloppet av Hälltjärnen. Medelhöjden är 127 meter över havet och ytan är 1,22 kvadratkilometer. Räknas de 4 avrinningsområdena uppströms in blir den ackumulerade arean 15,28 kvadratkilometer. Vattendraget som avvattnar avrinningsområdet har biflödesordning 2, vilket innebär att vattnet flödar genom totalt 2 vattendrag innan det når havet efter 66 kilometer. Avrinningsområdet består mestadels av skog (70 procent). Avrinningsområdet har 0,21 kvadratkilometer vattenytor vilket ger det en sjöprocent på 17,1 procent.